# Kayalpattinam
Kayalpattinam é uma panchayat (vila) no distrito de Toothukudi, no estado indiano de Tamil Nadu.

## Geografia
Kayalpattinam está localizada a 8° 34′ N, 78° 07′ L. Tem uma altitude média de 6 metros (19 pés).

## Demografia
Segundo o censo de 2001,  Kayalpattinam  tinha uma população de 32,672 habitantes. Os indivíduos do sexo masculino constituem 46% da população e os do sexo feminino 54%. Kayalpattinam tem uma taxa de literacia de 79%, superior à média nacional de 59.5%: a literacia no sexo masculino é de 80% e no sexo feminino é de 78%. Em Kayalpattinam, 13% da população está abaixo dos 6 anos de idade.